# Ковтенюк, Алексей Петрович
Алексей Петрович Ковтенюк (род. 30 марта 1951) — советский хоккеист, вратарь.

## Биография
Алексей Ковтенюк родился 30 марта 1951 года.
Занимался хоккеем с шайбой в московском «Спартаке».
В 1967—1972 годах выступал за киевское «Динамо». В дебютном сезоне-1967/68 провёл 1 матч в первой группе класса «А», в следующем сезоне ни разу не выходил на лёд, в сезоне-1969/70 провёл 10 игр. После того как в 1970 году «Динамо» вылетело во вторую группу, закрепился в составе и за два сезона провёл 95 матчей.
В 1972 году перешёл в московские «Крылья Советов». Провёл 5 матчей, в которых пропустил 10 шайб, и завоевал бронзовую медаль чемпионата СССР. Однако по ходу сезона вернулся в киевское «Динамо», за которое в двух последующих сезонах первой лиги провёл 76 матчей.
В 1975 году перебрался в воскресенский «Химик». В сезоне-1975/76 провёл 11 матчей в высшей лиге, в следующем ни разу не выходил на лёд.
После окончания игровой карьеры стал тренером. Работал в московской ДЮСШ «Крылья Советов».